# کالمان مسوی
کالمان مِسُی (مجاری: Mészöly Kálmán؛ زادهٔ ۱۶ ژوئیهٔ ۱۹۴۱ - درگذشتهٔ ۲۱ نوامبر ۲۰۲۲) بازیکن تیم ملی و مربی فوتبال اهل مجارستان بود. از باشگاه‌هایی که در آن بازی کرده‌است می‌توان به باشگاه ورزشی واشاش اشاره کرد.